# Szymon Marcin Zaremba
Szymon Marcin Zaremba herbu Zaremba (ur. 1724 - zm. 16 maja 1768)  –  kasztelan konarski sieradzki w latach 1766–1768, sędzia ziemski sieradzki w latach 1745–1766, łowczy piotrkowski w latach 1729–1746, sędzia kapturowy i pisarz sądów kapturowych piotrkowskich województwa sieradzkiego.
Jako deputat z województwa sieradzkiego podpisał pacta conventa Stanisława Leszczyńskiego w 1733 roku. Poseł na sejm 1746 roku z województwa sieradzkiego. W 1764 roku był elektorem Stanisława Augusta Poniatowskiego z województwa sieradzkiego. Był fundatorem kościoła i klasztoru reformatów w Zarębach Kościelnych w podziemiach którego spoczywa.